# Mehdi Labeyrie
Mehdi Jamel Labeyrie-Hafsi, (nacido el 23 de febrero de 1978 en Burdeos, Francia) es un jugador de baloncesto francés. Con 2.03 metros de estatura, jugaba en la posición de ala-pívot. De origen tunecino, participó en los Juegos Olímpicos de Londres 2012 con Túnez.

## Trayectoria
- Centre fédéral (1994-1996)
- Pau-Orthez  (1996-1997)
- Besançon BCD   (1997-1999)
- Montpellier   (1999-2001)
- Club Joventut de Badalona   (2001-2003)
- CSP Limoges  (2003-2004)
- Los Barrios  (2004-2005)
- ASVEL Lyon-Villeurbanne  (2005)
- JL Bourg-en-Bresse  (2005-2006)
- Besançon BCD  (2006-2007)
- Hermine de Nantes Atlantique  (2007-2010)
- Le Portel (2010-2012)
- AS Mónaco Basket (2012-2013)
- JSA Bordeaux Basket (2013-2015)